# 湧言文化基金會
湧言文化基金會，簡稱湧言會，中華民國非政府組織，於2020年成立，創辦人為已故三立電視董事長林崑海。基金會logo象徵螺絲釘，以鼓勵台灣年輕族群參與政治為目標。
湧言會成員以民主進步黨成員為主，被認為是民進黨的一個派系，外界以其領導者林崑海為名，俗稱為海派。

## 概要
林崑海原為謝長廷的盟友，長年為其成立的新文化學生工作隊提供支援。後來謝系人馬參與公職選舉接連失利，加上2016年謝長廷成為駐日代表，2018年九合一選舉謝系重要成員姚文智競選台北市市長失利後退出政壇，謝系逐漸式微。
2016年7月民進黨全國黨代表大會中，海派成員林瑩蓉當選中央常務委員。海派崛起後，謝系成員如立委趙天麟等人加入其中，而逐漸壯大。在2020年組織轉型基金會形式運作，致力於社會尋才為宗旨、鼓勵青年參與公共事務並進入政治職場。

## 歷史
- 2016年，謝長廷擔任駐日代表，謝系式微，海派崛起。
- 2018年，海派組織化並與臺北木柵黃承國系統結盟，名為「海國會」[7]。
- 2020年4月，媒體報導將成立湧言會[7]。5月下旬，文化部許可設立，並於6月底向法院登記[1]。
- 2022年2月14日，創始人林崑海逝世。

## 外部連結
- 湧言文化基金會的Facebook專頁